# Sommeromys macrorhinos
Sommeromys macrorhinos là một loài động vật có vú trong họ Chuột, bộ Gặm nhấm. Loài này được Musser & Durden mô tả năm 2002.